# Gösta Brännström
Gösta Brännström   (6 d'octubre de 1926 - Skellefteå, 7 de març de 1997) va ser un atleta suec, especialista en el 400 metres, que va competir durant les dècades de 1940 i 1950.
El 1952 va prendre part en els Jocs Olímpics de Hèlsinki, on disputà dues proves del programa d'atletisme. En ambdues quedà eliminat en sèries.
En el seu palmarès destaca una medalla de bronze en els 4x400 metres al Campionat d'Europa d'atletisme de 1950. Formà equip amb Tage Ekfeldt, Rune Larsson i Lars Wolfbrandt. A nivell nacional guanyà tres títols nacionals dels 400 metres (1951, 1953 i 1956). El 1953 establí el rècord nacional dels 300 i 400 metres.

## Millors marques
- 400 metres. 47.4" (1953)[1][5]